# Акопян, Ваге Альбертович
Ваге Альбертович Акобян (род. 12 июня, 1971, Ереван) — армянский политический деятель, председатель партии “Возрождающаяся Армения”.

## Биография
Ваге Альбертович Акобян родился в 1971 году в г. Ереване.
В 1988 году окончил Ереванскую среднюю школу № 71 имени Нельсона Степаняна
В 1988 году поступил на факультет технической кибернетики Государственного инженерного университета Армении (Национальный Политехнический Университет Армении) по специальности “Автоматика и управление в технических системах”, который окончил в 1993 году получив квалификацию инженера.
В 2002 году поступил на юридический факультет Санкт-Петербургского института внешнеэкономических связей, экономики и права, который окончил с красным дипломом в 2005 году.
Трудовая деятельность/ Военная служба:
1993-1994 служил в пограничных войсках Государственного департамента национальной безопасности Армении.
1997-2000 работа в Службе национальной безопасности РА.
2002-2005 специалист первого класса финансово-экономического управления Генеральной прокуратуры Армении.
2005-2007 ведущий специалист финансово-экономического управления Генеральной прокуратуры Армении.
2007-2011 главный специалист финансово-экономического управления аппарата Генеральной прокуратуры РА.
В 2008 году Ваге Акопяну был присвоен классный чин ведущего служащего государственной службы Республики Армения 1-го класса.
2011-2012 специалист службы внешних связей ГНКО “Центр общественных связей и информации” аппарата президента РА.
2012-2016 специалист службы мониторинга ГНКО “Центр общественных связей и информации” аппарата президента РА, работа по совместительству.
2013-2016 коммерческий директор ЗАО “Кронимет Металл Трейдинг Си Ай Эс”, работа по совместительству.
2014-2016  административный директор, далее первый заместитель генерального директора ЗАО “Зангезурский медно-молибденовый комбинат”.
6 октября 2016 г.-8 июня 2018 г. губернатор Сюникской области РА.
2017-2018 председатель правления регионального совета РПА Сюникской области.
2018-2021 член совета ЗАО “Зангезурский медно-молибденовый комбинат”.
20 июня 2021 г. избран депутатом Национального собрания по общегосударственному избирательному списку блока партий “Айастан” (“Армения”).
12 августа 2021 г.-1 июля 2022 г. председатель Постоянной комиссии НС РА по экономическим вопросам.
6 декабря 2022 года отказался от депутатского мандата, прекратив депутатскую деятельность в НС РА.
Партия:

С 18 апреля 2021 года возглавляет партию “Возрождающаяся Армения”.